# Cucullia amota
Cucullia amota är en fjärilsart som beskrevs av Alphéraky 1887. Cucullia amota ingår i släktet Cucullia och familjen nattflyn. Inga underarter finns listade i Catalogue of Life.